# 구운동
구운동(九雲洞)은 경기도 수원시 권선구의 법정동이다.

## 개요
구운동은 수원시 서부에 있으며, 금호동, 서둔동, 입북동과 경계를 이루고 있다. 서수원권의 중심지로 서수원버스터미널, 농수산물 유통센터, 이마트 등이 있는 도농복합 지역이다.

## 아파트
| 단지명          | 건설사       | 시행사              | 주소                     | 입주        | 비고 |
| --------------- | ------------ | ------------------- | ------------------------ | ----------- | ---- |
| 일월청구        | ㈜청구       | ㈜청구              | 권선구 수성로35번길 60   | 2001년 3월  |      |
| 일월지구 코오롱 | 코오롱글로벌 | 대림건설 ㈜엘디건설 | 권선구 일월천로16번길 39 | 1999년 11월 |      |

## 교육

### 수원시권선구사립전문대학
- 수원여자대학교